# Будівля-заїзд до складів Браницьких
Будинок (будівля-заїзд до складів Браницьких) — пам'ятка архітектури місцевого значення початку ХІХ ст. в Білій Церкві, розташована по Олександрійському бульвару 62-А (48-А). Охоронний номер 17-кв. Взята на облік рішенням Київського облвиконкому від 24 квітня 1990 року № 67.
Будинок поруч зі складами Браницьких. Побудований, скоріш за все, на замовлення Браницьких для тимчасового помешкання робітників, що приїздили до складу-елеватора. Будівля одноповерхова з підвалом, прямокутна у плані, зведена з саману, оштукатурена. У 1990-х роках була перекрита дуже високою напіввальмовою покрівлею, вкритою залізом. Горище використовувалось у господарських цілях. Планування було коридорним з двобічним розташуванням приміщень. Рідкісний приклад будинку із саману. За останні роки будівлю значно зіпсовано власниками: стіни обкладено білою силікатною цеглою, форму даху повністю змінено.